# 本田義成

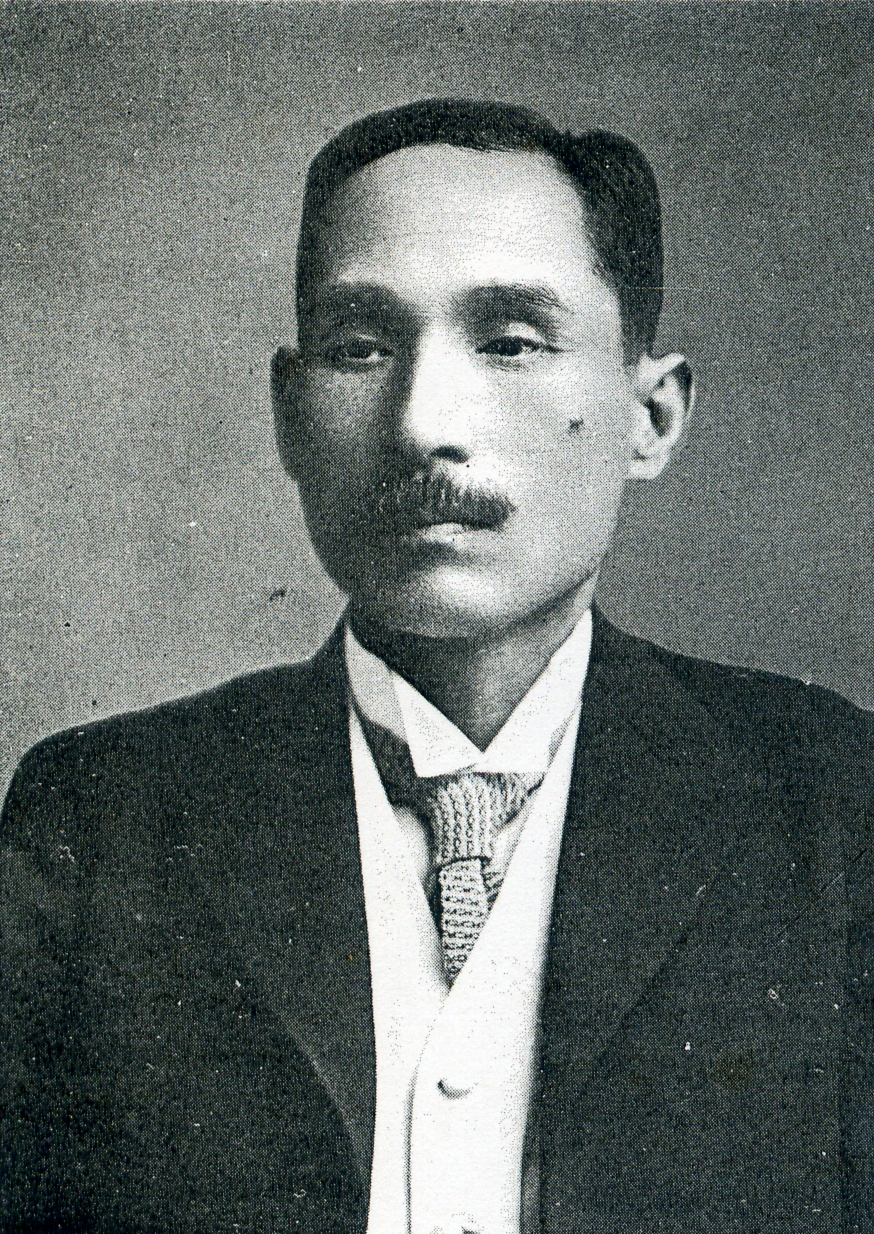
本田義成

本田 義成（ほんだ よしなり、1871年11月6日（明治4年9月24日） - 1952年（昭和27年）4月12日）は、衆議院議員（立憲政友会）。長男は日本プロボクシング協会初代会長を務めた本田明。

## 経歴
新潟県三島郡片貝村（現在の小千谷市）出身。少年時代に単身上京し、明治法律学校（現在の明治大学）の校外生として苦学しながら、商業に励んだ。四谷区会議員、同議長、東京府会議員、同参事会員、東京市会議員、同参事会員を歴任。
1924年（大正13年）、第15回衆議院議員総選挙に出馬し、当選。合計で4期務めた。
その他、大木戸住宅株式会社監査役、朝鮮営林洋行代表社員などを務めた。